# Mareluce
Mareluce è un album di raccolta del gruppo musicale italiano Rio, pubblicato nel 2015.

## Tracce

### CD 1
1. La precisione
2. Un colore splendido
3. Hai qualcosa per me
4. Un giorno alla volta
5. Sei quella per me
6. Voglia di te
7. Il movimento dell'aria
8. Mediterraneo
9. Banditi, pirati e mariachi
10. L'ultima cellula
11. Il gigante
12. Dimmi
13. Check-in online
14. Che effetto fa
15. Fiori
16. Mondo incredibile
17. Alice
18. Strega comanda colore

### CD 2
1. Mareluce
2. Orizzonti liquidi
3. Per sempre
4. Come ti va
5. Pezzo di cielo
6. Gioia nel cuore
7. Terremosse
8. Mariachi hotel
9. Il cuore di mia
10. Su e giù (appendaun)
11. In ogni istante
12. Nuovo sole
13. Da qui
14. Margarita
15. 150
16. Dolce metà
17. Il sole splende sempre
18. Portami da te (Live)